# A magyar labdarúgó-válogatott 2018. szeptember 11-i mérkőzése
A magyar labdarúgó-válogatott második Nemzetek Ligája mérkőzése a 2018–2019-es UEFA Nemzetek Ligája kiírásban 2018. szeptember 11-én, Budapesten, a Groupama Arénában, az ellenfél Görögország válogatottja volt. Ez volt a magyar labdarúgó-válogatott 929. hivatalos mérkőzése és a két válogatott egymás elleni 20. összecsapása. 

## Előzmények
A magyar férfi A-válogatott Görögország ellen játssza második Nemzetek Ligája mérkőzését a C liga 2. csoportjában, az első összecsapást három nappal korábban, Finnország ellen vívták meg Tamperében, mely 1–0-s finn sikerrel zárult.
A két ország nemzeti tizenegye legutóbb 2015. október 11-én találkozott egymással, Pireuszban, a Karaiszkákisz stadionban, a 2016-os Európa-bajnokság selejtezőjében. Azt a találkozót a görögök nyerték 4–3-ra, a magyar gólokból kettő találatot Németh Krisztián illetve egyet Lovrencsics Gergő jegyzett.
Az eddigi összesen 19 találkozón 4 magyar és 9 görög győzelem született, a 6 döntetlen mellett. A gólkülönbség 33–30 a magyarok javára.

### Legnagyobb magyar győzelem
A legnagyobb különbségű magyar győzelem még az 1930-as években történt, egészen pontosan 1938. március 25-én, amely egyébként a két válogatott első hivatalos összecsapása volt egymás ellen. A hazai pályán megvívott világbajnoki selejtező végeredménye 11–1 lett a magyarok javára, a gólokból öttel is kivette részét a korszak nagy gólvágója, Zsengellér Gyula, hármat vágott be az ellenfélnek Nemes József, valamint kettőt Titkos Pál és egyet Vincze Jenő.

### Legtöbb magyar gólt szerző játékosok
A görögök elleni összes mérkőzést figyelembe véve, a legtöbb magyar gólt szerző játékosok a következők: Zsengellér Gyula 5 (és ezt mindet egyetlen mérkőzésen szerezte), Nemes József (szintén egyetlen találkozón), valamint Németh Krisztián, Nyilasi Tibor és Titkos Pál 2–2 találattal.

### Játékvezető
Az UEFA hivatalos oldala szerint a mérkőzést vezető Alekszej Kulbakov munkáját ugyancsak fehérorosz stáb segíti: Dmitrij Zsuk, Oleg Maszljanko (asszisztensek), Denisz Serbakov, Dzmitrij Dzmitrjieu (alapvonali bírók) és Jurij Komcsenko (negyedik játékvezető). Kulbakov rutinos bírónak mondhatja magát, több mint 12 éve közreműködik már a nemzetközi porondon. „Magyaros” múltja is van a játékvezetőnek: a 2006-os U17-es Eb-n a magyarok 4–0-ra verték a házigazda Luxemburgot a dirigálása mellett, 2013-ban, vb-selejtezőn 5–1-re szintén a magyarok győztek az észtek ellen a Puskás Ferenc Stadionban, míg legutóbb 2014-ben, a Feröer-szigeteki, 1–0-ra, szintén magyarok által megnyert Eb-selejtezőn fújt a belorusz bíró. A DVSC egyik nemzetközi meccsén is ott volt, 2010-ben ő vezette a Loki észtországi, Levadia elleni BL-selejtezőjét (1–1).

### Legutóbbi 5 mérkőzés
A magyar válogatott öt legutóbbi mérkőzéséből négy barátságos volt, az utolsó pedig Nemzetek Ligája összecsapás. Négy vereség és mindössze egyetlen döntetlen a mérlegük. A vereségekből egyetlen született idegenben (0–1 Finnország ellen), a többi hazai pályán (1–2 Ausztrália ellen, 0–1 Skócia ellen és 2–3 Kazahsztán ellen). A döntetlen idegenben született barátságos mérkőzés keretein belül (1–1 Fehéroroszország ellen). A görögök az 5 legutóbbi hivatalos mérkőzésükön – melyből három barátságos volt, egy Eb-selejtező és egy Nemzetek Ligája összecsapás – 2 győzelmet (1–0 Egyiptom és szintén 1–0 Észtország ellen, mindkettő idegenben), 1 döntetlent (0–0 Horvátország ellen hazai pályán), és 2 vereséget szenvedett (0–2 Szaúd-Arábia és 0–1 Svájc ellen hazai pályán).
| Magyarország  | Magyarország     | Magyarország | Magyarország | Magyarország    |
| Dátum         | Ellenfél         | Hol          | Eredmény     | Kiírás          |
| ------------- | ---------------- | ------------ | ------------ | --------------- |
| 2018. 09. 08. | Finnország       | idegenben    | 0–1          | Nemzetek Ligája |
| 2018. 06. 09. | Ausztrália       | otthon       | 1–2          | barátságos      |
| 2018. 06. 05. | Fehéroroszország | idegenben    | 1–1          | barátságos      |
| 2018. 03. 27. | Skócia           | otthon       | 0–1          | barátságos      |
| 2018. 03. 23. | Kazahsztán       | otthon       | 2–3          | barátságos      |

| Görögország   | Görögország  | Görögország | Görögország | Görögország     |
| Dátum         | Ellenfél     | Hol         | Eredmény    | Kiírás          |
| ------------- | ------------ | ----------- | ----------- | --------------- |
| 2018. 09. 08. | Észtország   | idegenben   | 1–0         | Nemzetek Ligája |
| 2018. 05. 15. | Szaúd-Arábia | otthon      | 0–2         | barátságos      |
| 2018. 03. 27. | Egyiptom     | idegenben   | 1–0         | barátságos      |
| 2018. 03. 23. | Svájc        | otthon      | 0–1         | barátságos      |
| 2017. 11. 12. | Horvátország | otthon      | 0–0         | Eb-selejtező    |

      Győzelem
      Döntetlen
      Vereség

### Mérkőzés előtti nyilatkozatok
Amikor elvállaltam a feladatot, valamiért azt gondoltam, hogy esetleg néhányuk nem lesz elég motivált. Tévedtem. Mindenki teljes mellszélességgel odateszi magát, motivált, ugyanakkor nagy a nyomás a csapaton. Mindig többet akarnak, de a legutolsó meccs rosszul sült el. Mennünk kell tovább felemelt fejjel, pozitívan a jövőre koncentrálva, aminek meg lesz az eredménye. A keret formában van, de akiket kicsit fáradtabbnak láttam, azokat lecserélem a görögök ellen. Amit kértem a csapattól, azt alapvetően megvalósította. Három-négy hibánk volt Finnországban, melyeknek súlyos következményei lettek, az egyikből gól lett. A statisztika jól mutatja, hogy nem voltunk alárendelt szerepben, és bár ezek a számot nem mindig az igazságot tükrözik, van miből építkeznünk. Én soha nem keresem az alibit, a felelősséget mindig magamra vállalom, ahogy a finnek elleni vereséget is. Rajtam ez az egy meccs van, a fiúkon viszont több, emiatt nyilván nagyobb a nyomás rajtuk.
Mint az a nagy helyzet, aminél én adtam a passzt, hét közben begyakorolt figura volt. A védekezésben kell a legtöbbet fejlődnünk, de nem félünk a görögöktől, ha nézők nélkül is, de hazai pályán játszunk, győzelemre.
A csoportban viszonylag kiegyenlítettek az erőviszonyok, ezért nagyon szoros meccsre számítok. Néhány magyar játékos a Bundesligában szerepel, a magyar csapat jobb, mint az észt. Két azonos képességű válogatott meccse lesz a keddi, semmi esetre sem szeretnék pont nélkül távozni…
nem igazán lepett meg a magyarok finnországi veresége, ugyanis a mai futballban minden idegenbeli mérkőzés nagyon nehéz. Ezért is lesz nehéz dolgunk kedden, ráadásul a magyarok számára élet-halál kérdés a győzelem. Természetesen elemeztük már a magyar válogatottat, de nem szeretném elárulni, mely pontjain sebezhető Marco Rossi együttese. Egy jó csapattal találkozunk kedden, a gárda gerincét továbbra is a 2016-os Európa-bajnokságon nyolcaddöntős együttes adja. Sajnálatos, hogy zárt kapuk mögött rendezik meg az összecsapást, hiszen mi magunk is „forró hangulatú” mérkőzésekhez vagyunk szokva hazánkban. Mindkét csapat számára nehéz lesz közönség nélkül, ennél még az is jobb lenne, ha telt ház lenne, magyar nézőkkel. Én telt ház-párti vagyok!”

## Érdekességek
- A két válogatott első mérkőzésén született 11–1-es eredmény mind a két ország nemzeti együttesének csúcs: a magyarok azóta sem tudtak egyetlen válogatottat sem 10 vagy annál több góllal legyőzni, a görögök pedig azóta sem kaptak ki tíz vagy annál több góllal.
- A két együttes első és második összecsapása között pontosan 300 hivatalos mérkőzést játszottak a magyarok úgy, hogy a görögökkel nem találkoztak.
- Már 2 világbajnoki- és 4 Európa-bajnoki-selejtezőn sorsolták össze ezt a két válogatottat, illetve most a 2018–2019-es UEFA Nemzetek Ligája selejtezőjében is.
- A magyar válogatott korábban a románok ellen játszottak zárt kapus találkozót, 2013. március 22-én, mely egy 2014-es labdarúgó-világbajnokság-selejtező mérkőzés volt és 2–2-es végeredményt hozott.
- Hét különböző ország klubcsapataiban játszanak a magyar válogatott játékosai, a kezdőcsapatból Fiola Attila, Kovács István (mindketten MOL Vidi FC) és Varga Roland (Ferencváros) szerepel a hazai bajnokságban.
- A magyar csapatban egyedül Kádár Tamás ballábas, mindenki más jobblábas.
- A magyar szövetségi kapitánynak, Marco Rossinak ez volt a második mérkőzése a hazai válogatott élén (az elsőn kikapott csapata Finnország ellen), míg az ellenfél kapitánya, Michael Skibbe ezelőtt a mérkőzés előtt 25-ször szerepelt a görögök élén, a mérlege 10 győzelem, 10 vereség és 5 döntetlen.
- A magyarok a két válogatott eddigi 20 összecsapásából mindössze négyszer tudtak győzni, s ezek mind hazai pályán születtek.
- A görög válogatott, az előző tétmérkőzés-sorozatban, mely a 2018-as labdarúgó-világbajnokság selejtezője volt, a H csoportban, az öt idegenbeli mérkőzéséből egyet sem veszített el, 3 győzelem és 2 döntetlen volt a mérlegük, még a későbbi bronzérmes belga labdarúgó-válogatott sem tudta őket legyőzni Belgiumban.
- Tétmérkőzésen 31 éve, 1987. október 14-e óta nem tudtak győzni a magyarok a görög ellen.

## Helyszín
A találkozót a Groupama Arénában, zárt kapuk mögött rendezik. Az UEFA a 2015-ben lejátszott Magyarország–Románia 2016-os Eb-selejtező mérkőzésen tapasztaltak miatt szabta ki a büntetést a magyar szövetségre.

## Örökmérleg a mérkőzés előtt
| Magyarország |                 | Görögország |
| ------------ | --------------- | ----------- |
| 4            | Győzelem        | 9           |
| 6            | Döntetlen       | 6           |
| 33           | Gólok           | 30          |
| 14/38        | Pontok          | 24/38       |
| 36,8%        | %               | 63,2%       |
| 4            | Hazai győzelem  | 6           |
| 3            | Hazai döntetlen | 3           |
| 3            | Hazai vereség   | 0           |

A táblázatban a győzelemért 2 pontot számoltunk el.

## Keretek
2018. szeptember 3-án Marco Rossi a finnek és a görögök elleni Nemzetek Ligája-mérkőzések előtt megtartotta első sajtótájékoztatóját a magyar válogatott szövetségi kapitányaként, mely alkalomból kihirdette 23 fős keretét is. Az eredetileg még a kezdőcsapatba jelölt Botka Endre sérülés miatt az utolsó pillanatban került ki a Ferencvárosból a MOL Vidi FC elleni rangadó előtt, és a szövetségi kapitány a szóba jöhető játékosok állapotát kiértékelve úgy döntött, hogy Litauszki Róbertet, az Újpest FC védőjét hívja meg a Telkiben készülő keretbe. Az olasz mester csapata többnyire megegyezik Bernd Storck és Georges Leekens válogatottjával, ő maga is elmondta, hogy ilyen rövid idő alatt nem lehet radikális változtatásokat eszközölni, és hát nem olyan gazdag a magyar futball, hogy jelentősen cserélgetni lehessen. Gera Zoltán visszavonult, Juhász Roland nem akart visszatérni a magyar válogatotthoz, Dzsudzsák Balázsnak nincs csapata, így a 2016-os Európa-bajnokságon részt vevő csapat három legjobb játékosa nélkül készül a magyar válogatott a Nemzetek Ligája-mérkőzésekre. Négy újonc kapott meghívót: Tamás Krisztián, Nagy Gergő, Sallói Dániel és Litauszki Róbert. Kovács István 2014. november 18-a után most először kapott meghívót. A 23 fős keretből 11-en 26 évesek vagy fiatalabbak, 29 évesnél idősebb játékosból pedig mindössze kettő van: Pátkai Máté és Szalai Ádám is 30 évesek. A csapat átlagéletkora kereken 26,1 év, ami a másfél hónapja véget ért világbajnokságon a negyedik legfiatalabb lett volna.
| Magyarország                     | Magyarország                     | Magyarország                     | Magyarország                     | Magyarország                     | Magyarország                     | Magyarország                    | Magyarország |
| Poszt                            | Név                              | Születési idő és életkor         | Vál.                             | Gól                              | Klub                             | Utolsó válogatottság            | Értéke       |
| -------------------------------- | -------------------------------- | -------------------------------- | -------------------------------- | -------------------------------- | -------------------------------- | ------------------------------- | ------------ |
| K                                | Dibusz Dénes                     | 1990. november 16. (27 évesen)   | 6                                | 0                                | Ferencváros                      | 2018. 06. 09., Ausztrália       | 800.000 €    |
| K                                | Gulácsi Péter                    | 1990. május 6. (28 évesen)       | 19                               | 0                                | RB Leipzig                       | 2018. 09. 08., Finnország       | 8.000.000 €  |
| K                                | Kovácsik Ádám                    | 1991. április 4. (27 évesen)     | 1                                | 0                                | MOL Vidi                         | 2017. 11. 09., Luxemburg        | 700.000 €    |
| V                                | Bese Barnabás                    | 1994. május 6. (24 évesen)       | 12                               | 0                                | Le Havre                         | 2018. 03. 23., Kazahsztán       | 700.000 €    |
| V                                | Fiola Attila                     | 1990. február 17. (28 évesen)    | 25                               | 0                                | MOL Vidi                         | 2018. 09. 08., Finnország       | 600.000 €    |
| V                                | Kádár Tamás                      | 1990. március 14. (28 évesen)    | 48                               | 1                                | Dinamo Kijev                     | 2018. 09. 08., Finnország       | 4.000.000 €  |
| V                                | Lang Ádám                        | 1993. január 17. (25 évesen)     | 23                               | 1                                | CFR Cluj                         | 2018. 09. 08., Finnország       | 1.250.000 €  |
| V                                | Litauszki Róbert                 | 1990. március 15. (28 évesen)    | 0                                | 0                                | Újpest                           | —                               | 450.000 €    |
| V                                | Lovrencsics Gergő                | 1988. szeptember 1. (30 évesen)  | 25                               | 1                                | Ferencváros                      | 2018. 09. 08., Finnország       | 700.000 €    |
| V                                | Tamás Krisztián                  | 1995. április 18. (23 évesen)    | 0                                | 0                                | MOL Vidi                         | —                               | 150.000 €    |
| V                                | Vinícius Paulo                   | 1990. február 21. (28 évesen)    | 6                                | 0                                | MOL Vidi                         | 2018. 06. 09., Ausztrália       | 900.000 €    |
| KP                               | Kalmár Zsolt                     | 1995. június 9. (23 évesen)      | 10                               | 0                                | DAC (Dunaszerdahely)             | 2018. 09. 08., Finnország       | 675.000 €    |
| KP                               | Kleinheisler László              | 1994. április 8. (24 évesen)     | 18                               | 1                                | Asztana FK                       | 2018. 09. 08., Finnország       | 900.000 €    |
| KP                               | Kovács István                    | 1992. március 27. (26 évesen)    | 6                                | 0                                | MOL Vidi                         | 2018. 09. 08., Finnország       | 450.000 €    |
| KP                               | Nagy Ádám                        | 1995. június 17. (23 évesen)     | 24                               | 0                                | Bologna                          | 2018. 06. 06., Fehéroroszország | 2.800.000 €  |
| KP                               | Nagy Gergő                       | 1993. január 7. (25 évesen)      | 0                                | 0                                | Budapest Honvéd                  | —                               | 350.000 €    |
| KP                               | Pátkai Máté                      | 1988. március 6. (30 évesen)     | 15                               | 0                                | MOL Vidi                         | 2018. 09. 08., Finnország       | 800.000 €    |
| CS                               | Eppel Márton                     | 1991. november 20. (26 évesen)   | 6                                | 0                                | Kajrat Almati                    | 2018. 09. 08., Finnország       | 650.000 €    |
| CS                               | Sallai Roland                    | 1997. május 22. (21 évesen)      | 9                                | 0                                | Freiburg                         | 2018. 09. 08., Finnország       | 2.000.000 €  |
| CS                               | Sallói Dániel                    | 1996. július 19. (22 évesen)     | 0                                | 0                                | Sporting Kansas City             | —                               | 800.000 €    |
| CS                               | Stieber Zoltán                   | 1988. október 16. (29 évesen)    | 26                               | 3                                | D.C. United (Washington)         | 2018. 09. 08., Finnország       | 650.000 €    |
| CS                               | Szalai Ádám                      | 1987. december 9. (30 évesen)    | 47                               | 15                               | TSG Hoffenheim                   | 2018. 09. 08., Finnország       | 3.000.000 €  |
| CS                               | Varga Roland                     | 1990. január 23. (28 évesen)     | 11                               | 3                                | Ferencváros                      | 2018. 09. 08., Finnország       | 1.000.000 €  |
| Szövetségi kapitány: Marco Rossi | Szövetségi kapitány: Marco Rossi | Szövetségi kapitány: Marco Rossi | Szövetségi kapitány: Marco Rossi | Szövetségi kapitány: Marco Rossi | Szövetségi kapitány: Marco Rossi | Csapat érték                    | 30.750.000 € |

| Görögország                         | Görögország                         | Görögország                         | Görögország                         | Görögország                         | Görögország                         | Görögország                     | Görögország   |
| Poszt                               | Név                                 | Születési idő és életkor            | Vál.                                | Gól                                 | Klub                                | Utolsó válogatottság            | Értéke        |
| ----------------------------------- | ----------------------------------- | ----------------------------------- | ----------------------------------- | ----------------------------------- | ----------------------------------- | ------------------------------- | ------------- |
| K                                   | Orésztisz Karnézisz                 | 1985. július 11. (33 évesen)        | 49                                  | 0                                   | Napoli                              | 2018. 03. 23., Svájc            | 3.000.000 €   |
| K                                   | Vaszilisz Barkasz                   | 1994. május 30. (24 évesen)         | 3                                   | 0                                   | AEK Athén                           | 2018. 09. 08., Észtország       | 1.000.000 €   |
| K                                   | Andreasz Janniotisz                 | 1992. december 18. (25 évesen)      | 2                                   | 0                                   | Olympiakosz                         | 2018. 05. 15., Szaúd-Arábia     | 1.500.000 €   |
| V                                   | Vaszílisz Toroszídisz               | 1985. június 10. (33 évesen)        | 97                                  | 10                                  | Olympiakosz                         | 2018. 09. 08., Észtország       | 700.000 €     |
| V                                   | Kósztasz Manolász                   | 1991. június 14. (27 évesen)        | 35                                  | 0                                   | AS Roma                             | 2018. 09. 08., Észtország       | 40.000.000 €  |
| V                                   | Szokrátisz Papasztathópulosz        | 1988. június 9. (30 évesen)         | 80                                  | 3                                   | Arsenal                             | 2018. 09. 08., Észtország       | 20.000.000 €  |
| V                                   | Mariosz Ikonomu                     | 1993. január 17. (25 évesen)        | 5                                   | 0                                   | AEK Athén                           | 2016. 11. 09., Fehéroroszország | 1.000.000 €   |
| V                                   | Dimitrisz Koloveciosz               | 1991. október 16. (26 évesen)       | 0                                   | 0                                   | Panathinaikosz                      | —                               | 1.250.000 €   |
| V                                   | Jeórjiosz Dzavélasz                 | 1987. november 26. (30 évesen)      | 29                                  | 2                                   | Alanyaspor                          | 2018. 03. 27., Egyiptom         | 1.250.000 €   |
| V                                   | Babisz Likojannisz                  | 1993. október 22. (24 évesen)       | 3                                   | 0                                   | Cagliari                            | 2018. 09. 08., Észtország       | 2.000.000 €   |
| V                                   | Dimitrisz Jannulisz                 | 1995. október 17. (22 évesen)       | 1                                   | 0                                   | Atromitosz Athén                    | 2018. 05. 15., Szaúd-Arábia     | 1.000.000 €   |
| KP                                  | Zeca                                | 1988. augusztus 31. (30 évesen)     | 9                                   | 1                                   | Köbenhavn                           | 2018. 03. 23., Svájc            | 1.500.000 €   |
| KP                                  | Dimítrisz Kurmbélisz                | 1993. november 2. (24 évesen)       | 4                                   | 0                                   | Panathinaikosz                      | 2018. 09. 08., Észtország       | 2.000.000 €   |
| KP                                  | Aléxandrosz Dziólisz                | 1985. február 13. (33 évesen)       | 73                                  | 2                                   | Al-Fayha                            | 2018. 09. 08., Észtország       | 1.100.000 €   |
| KP                                  | Andreasz Buhalakisz                 | 1993. április 5. (25 évesen)        | 1                                   | 0                                   | Olympiakosz                         | 2018. 09. 08., Észtország       | 800.000 €     |
| KP                                  | Konsztandínosz Fortúnisz            | 1992. október 16. (25 évesen)       | 34                                  | 4                                   | Olympiakosz                         | 2018. 09. 08., Észtország       | 7.000.000 €   |
| KP                                  | Dimitrisz Pelkasz                   | 1993. október 26. (24 évesen)       | 8                                   | 0                                   | PAÓK Szaloniki                      | 2018. 09. 08., Észtország       | 4.000.000 €   |
| KP                                  | Lázarosz Hrisztodulópulosz          | 1986. december 19. (31 évesen)      | 32                                  | 1                                   | Olympiakosz                         | 2018. 03. 27., Egyiptom         | 2.000.000 €   |
| KP                                  | Petrosz Mantalosz                   | 1991. augusztus 31. (27 évesen)     | 20                                  | 2                                   | AEK Athén                           | 2018. 09. 08., Észtország       | 3.500.000 €   |
| CS                                  | Taszosz Bakaszetasz                 | 1993. június 28. (25 évesen)        | 14                                  | 0                                   | AEK Athén                           | 2018. 09. 08., Észtország       | 1.500.000 €   |
| CS                                  | Anasztásziosz Dónisz                | 1996. augusztus 29. (22 évesen)     | 6                                   | 0                                   | Stuttgart                           | 2018. 03. 27., Egyiptom         | 3.000.000 €   |
| CS                                  | Eftimisz Kolurisz                   | 1996. március 6. (22 évesen)        | 3                                   | 0                                   | Atrómitosz Athén                    | 2018. 09. 08., Észtország       | 1.000.000 €   |
| CS                                  | Kósztasz Mítroglu                   | 1988. március 12. (30 évesen)       | 60                                  | 16                                  | Marseille                           | 2018. 09. 08., Észtország       | 10.000.000 €  |
| Szövetségi kapitány: Michael Skibbe | Szövetségi kapitány: Michael Skibbe | Szövetségi kapitány: Michael Skibbe | Szövetségi kapitány: Michael Skibbe | Szövetségi kapitány: Michael Skibbe | Szövetségi kapitány: Michael Skibbe | Csapat érték                    | 110.100.000 € |

: megjegyzés: A táblázatokban szereplő adatok a mérkőzés előtti állapotnak megfelelőek.

## A mérkőzés
| 2018. szeptember 11., kedd 20:45 (CES) |

| Magyarország                                       | 2 – 1               | Görögország                                                  |
| -------------------------------------------------- | ------------------- | ------------------------------------------------------------ |
| Sallai (1–0) 15' Kleinheisler (2–1) 42' Sallai 50' | (2 – 1) Jegyzőkönyv | 18' (1–1) Manolász 35' Dzavélasz 78' Ikonomu 83' Toroszídisz |

| Groupama Aréna, Budapest Nézőszám: zárt kapuk mögött Játékvezető: Alekszej Kulbakov (fehérorosz) Asszisztensek: Dmitrij Zsuk és Oleg Maszljanko |

A mérkőzés egyperces gyászszünettel kezdődött, az ötszörös magyar bajnok, 23-szoros magyar válogatott kapus, Géczi Istvánra emlékezve, aki szeptember 10-én hunyt el. A mérkőzés majdnem üres lelátók előtt kezdődött meg, az UEFA még az előző Eb-selejtező sorozatban rótt zárt kapus büntetést a magyar válogatottra, ezt most töltötték le. Az UEFA szabályai szerint ilyen esetben a vendégcsapat szurkolói kapnak egy kisebb jegykontingenst, így fordulhatott elő, hogy 62 görög drukker a helyszínen láthatta a találkozót. A görögök kezdték valamivel aktívabban a mérkőzést, az első nagy helyzetüket 10 perc játék után alakították ki: Fortunisz lőtt néhány csel után a bal sarok mellé. A 15. percben viszont nagyszerű góllal szerzett vezetést a magyar válogatott, Kovács István ívelt a görög tizenhatoson belülre, előbb Varga Roland, majd Szalai Ádám, végül Bese Barnabás fejelte tovább a labdát, ami Sallai Roland elé került, a Freiburg légiósa pedig 13 méterről a léc alá bombázott; (1–0). A görögök mezőnyfölényt harcoltak ki a folytatásban, és csakhamar kiegyenlítettek: a 18. percben Fortunisz ívelt szabadrúgásból a kapunk elé, Konsztantinosz Manolasz ugrott fel Lang Ádám mellett, és a bal felső sarokba fejelte a labdát; (1–1). Az egyenlítés után kellett némi idő, mire a mieink mezőnyben magukra találtak, addig a görögöknek voltak kisebb lehetőségeik. A félidő hajrájához közeledve kiegyenlítődött mezőnyben a játék, sőt, a magyarok a 43. percben a kapujuk elé szögezték a görögöket, több lövésüket is blokkolták a vendégek, de nem tudták felszabadítani a kapujukat, végül Kleinheisler László elé került a labda, ő pedig 22 méterről a bal felső sarokba bombázott, beállítva a félidei eredményt; (2–1). A szünetben a görögök kettőt cseréltek, Marco Rossi nem változtatott a magyar csapat összetételén. A vendégek kezdték jobban a második játékrészt, ellenfelük nehezen tudta kihozni a saját térfeléről a labdát, az 53. percben Toroszidisz egy szabadrúgás utáni fejese kevéssel tévesztett célt. Az első negyedóra után kiegyenlített lett a mérkőzés, több hazai ellentámadás is kecsegtetően indult, de nem tudták ismét bevenni a görög kaput. A görögöknek volt sürgősebb, többet birtokolták a labdát, a 72. percben Pelkasz lövését ütötte szögletre Gulácsi, nem sokkal később Mitroglu próbálkozásánál hárított a magyar kapus. Az utolsó negyedóra elején Kleinheisler szabadrúgása okozott nehézséget Barkasz kapusnak, a hajrá viszont a görögöké volt, ám a magyar válogatott elszántan védekezett, és tartotta a 2–1-es eredményt. A háromperces hosszabbítás végéig a görögök nem tudták gólra váltani egyik lehetőségüket sem, így a magyar válogatott megnyerte első hazai Nemzetek Ligája-mérkőzését.

### Mérkőzés utáni nyilatkozatok
Elsősorban szeretnék gratulálni a játékosaimnak, ugyanúgy harcoltak, mint Finnországban, ám akkor nem állt melléjük a szerencse, most igen. Technikailag és taktikailag is javulni kell még, de az első félidőben látott játékkal elégedett voltam. A második félidőben egy olyan csapatot láthattunk, amely régóta nem nyert meccset, emiatt egy kicsit talán megijedtek a játékosok, a szerencse azonban most velünk volt. Vérvizsgálatra kellene menjek, mert ennyit még életemben nem idegeskedtem, mint ebben a tíz napban. A futballban mindenki győzelmet vár, ez sokkal fontosabb, mint a jó játék. Amikor jó játékról beszélek, akkor gyorsaságra és egy kicsivel több labdatartásra gondolok. Az első félidőben látottakkal labdabirtoklási és taktikai szempontból is elégedett vagyok, míg a második félidőben a kitartásunkat lehet dicsérni, de a következő, görögországi meccsünkön javulnunk kell, hogy az első félidei játékunkat tudjuk állandósítani, hogy bírjuk azt a nyomást, amit a görögök ránk helyeznek.
Rendkívül büszke vagyok a csapatra, egytől egyig mindenkire. Nem voltunk könnyű helyzetben, de hát ez már megszokott a magyar válogatottnál, úgyhogy tényleg le a kalappal mindenki előtt. Ahogy végignyomták a fiúk a meccset, ahogyan hajtottak, ahogyan küzdöttek, ahogyan rúgtunk két gólt... Nem lettünk most világverő csapat, de ez egy nagyon szép út kezdete. A finnektől elszenvedett vereség után csalódottak voltunk, de néhány nap alatt talpra tudtunk állni, és egy erősebb csapat ellen férfias küzdelemben nyertünk. Le a kalappal a fiatalok előtt, le a kalappal az idősebbek előtt, ez férfimunka volt. Ebből a győzelemből táplálkoznunk kell, mindenképpen tovább kell vinnünk magunkkal, és ennek egy olyan példának kell lennie, hogy ilyen hozzáállással kell a meccseknek vágni – a mai fociban már nincsenek akkora szintkülönbségek. Ha ez a fajta hozzáállás megvan, akkor majdnem mindenkivel ki-ki meccset tudsz játszani, és ezt láttuk most is: egy kis szerencsével, hatalmas küzdéssel, kicsit a focit tördelve, szép gólokkal jó mérkőzéseket lehet játszani, ha a hozzáállás rendben van.
Tudtuk, hogy a görög jobb csapat, mint a finn. Jobban kellett figyelnünk a védekezésre. Ez már a meccs elején látszott, s a végéig kitartott. Elsősorban mentálisan kellett helyretenni magunkat, ez volt a legfontosabb. Tudtuk, hogy nincs időnk bánkódni, megpróbáltuk javítani a hibákat. Nézők nélkül eléggé edzőmeccs jellege volt a találkozónak. Jobb lett volna telt ház előtt játszani. Sokat számított volna, ha a szurkolók bent vannak a stadionban, és a nehéz pillanatokban buzdítottak volna minket.
Jó volt látni ezt a csapatot! Nemcsak a győzelemnek örülök, hanem annak is, hogy a mutatott játékban egyértelműen érezni lehetett az előrelépést. A folytatásban is ezt várjuk, hogy lépegessen előre, fejlődjön a magyar válogatott. Úgy gondolom, jó döntés volt Marco Rossit kinevezni. Hogy túl késői döntés volt ez? Lehet, hogy igen, és ez az én hibám. Engem győztek meg arról, hogy Georges Leekens a megfelelő ember, de úgy gondoltam: inkább később váltsunk, mint hogy ne tegyünk semmit. Nagyobb hiba lett volna a belga kapitánnyal elindulni a Nemzetek Ligájában, mint kapitányt váltani az utolsó pillanatban, ám ez a mérkőzés meggyőzött arról, hogy ha Georges Leekens kinevezése nem volt jó ötlet, jól tettük, hogy váltottunk.

### Összeállítások
| Csapatszínek | Csapatszínek | Csapatszínek |
| Csapatszínek |              |              |
| Csapatszínek |              |              |
|              |              |              |
| Magyarország |              |              |

| Csapatszínek | Csapatszínek | Csapatszínek |
| Csapatszínek |              |              |
| Csapatszínek |              |              |
|              |              |              |
| Görögország  |              |              |

- Magyarország: Gulácsi — Bese, Lang, Kádár, Fiola — Nagy Á. — Varga R., Kleinheisler, Kovács I., Sallai R. — Szalai
- Görögország: Barkasz — Toroszidisz, Manolasz, Papasztathopulosz, Cavellasz — Kurbelisz, Buhalakisz  — Hrisztodulopulosz, Fortunisz, Pelkasz — Donisz

## Mérkőzés statisztika
| Összesen                     | Magyarország | Görögország |
| ---------------------------- | ------------ | ----------- |
| Labdabirtoklás               | 39%          | 61%         |
| Kapura lövési kísérlet       | 11           | 11          |
| Kaput eltaláló kísérlet      | 7 (64%)      | 6 (55%)     |
| Ebből gól                    | 2 (29%)      | 1 (17%)     |
| Kaput el nem találó kísérlet | 1            | 5           |
| Kapus védés                  | 3            | 0           |
| Kapufa                       | 0            | 0           |
| Szöglet                      | 1            | 6           |
| Les                          | 5            | 2           |
| Passzkísérletek száma        | 300          | 505         |
| Sikeres passzok száma        | 247 (82%)    | 434 (86%)   |
| Labdaszerzés                 | 22           | 20          |
| Szabálytalanság              | 27           | 13          |
| Sárga lap                    | 1            | 3           |
| Piros lap                    | 0            | 0           |

Forrás: UEFA hivatalos honlapja

## Tabella
További eredmények a fordulóban
| 2018. szeptember 11. | Finnország | 1–0 | Észtország |

Forrás: UEFA hivatalos honlapja
A C liga 2. csoport állása a forduló után
| Csapat       | M | Gy | D | V | G+ | G– | Gk | P |
| ------------ | - | -- | - | - | -- | -- | -- | - |
| Finnország   | 2 | 2  | 0 | 0 | 2  | 0  | +2 | 6 |
| Görögország  | 2 | 1  | 0 | 1 | 2  | 2  | 0  | 3 |
| Magyarország | 2 | 1  | 0 | 1 | 2  | 2  | 0  | 3 |
| Észtország   | 2 | 0  | 0 | 2 | 0  | 2  | –2 | 0 |

      Feljut a 2020–2021-es B ligába
      Lehetséges kieső a 2020–2021-es D ligába
      Kiesik a 2020–2021-es D ligába
Sorrend meghatározása: pontazonosság esetén a csoporton belül az alábbi sorrendben határozzák meg a sorrendet: 1. az egymás elleni eredmények (1a. pont, 1b. gólkülönbség, 1c. szerzett gól, 1d. idegenben szerzett gól), 2. a  gólkülönbség (2a. összesített gólkülönbség, 2b. összes szerzett gól, 2c. összes idegenbeli szerzett gól), 3. a győzelmek száma (3a. az összes győzelem, 3b. az idegenbeli győzelmek száma), 4. a fair play versengés, illetve az 5. UEFA-koefficiens.
Feljutás: A B-, a C- és a D-liga négy csoportelsője egy osztállyal feljebb lép;
Kiesés: Az A-, a B- és a C-liga négy csoportutolsója egy osztállyal lejjebb folytatja (pontosabban: a C-ligából – az eltérő létszámú csoportok miatt – a három négyes csoport utolsó helyezettje mellett a négy csoportharmadik egyike, a legkevesebb pontot szerző válogatott esik ki);
Az A-liga négy csoportelsője bejut a Nemzetek Ligája négyes döntőjébe, amelyet 2019 júniusában rendeznek meg;
Mindegyik ligából négy válogatott jogot szerez a 2020-as Európa-bajnokság 2020. tavaszi pótselejtezőjében való részvételre; a jog alapvetően a 16 csoportelsőt illeti meg, ám ha ők időközben sikerrel teljesítik az Eb-selejtezőt (2019), a pótselejtező helyeit az addigi NL-teljesítmény alapján feltöltik, lehetőleg ligákon belül.

## Örökmérleg a mérkőzés után
| Magyarország |                 | Görögország |
| ------------ | --------------- | ----------- |
| 5            | Győzelem        | 9           |
| 6            | Döntetlen       | 6           |
| 35           | Gólok           | 31          |
| 16/40        | Pontok          | 24/40       |
| 40,0%        | %               | 60,0%       |
| 5            | Hazai győzelem  | 6           |
| 3            | Hazai döntetlen | 3           |
| 3            | Hazai vereség   | 0           |

A táblázatban a győzelemért 2 pontot számoltunk el.

## Nemzetek Ligája statisztikák

### Gólok és figyelmeztetések
A magyar válogatott játékosainak góljai és figyelmeztetései a 2018–2019-es UEFA Nemzetek Ligája sorozatban.
Csak azokat a játékosokat tüntettük fel a táblázatban, akik legalább egy gólt szereztek vagy legalább egy figyelmeztetést kaptak.
A játékosok vezetéknevének abc-sorrendjében.
| Mérkőzés            | Mérkőzés    | Mérkőzés    | Mérkőzés    | Mérkőzés    | Mérkőzés    | Mérkőzés    | FIN–HUN     | HUN–GRE         | GRE–HUN     | EST–HUN     | HUN–EST     | HUN–FIN     |
| Végeredmény         | Végeredmény | Végeredmény | Végeredmény | Végeredmény | Végeredmény | Végeredmény | 1 – 0       | 2 – 1           |             |             |             |             |
| Játékos             | Gól         | GP          |             |             |             | KM          | 2018.09.08. | 2018.09.11.     | 2018.10.12. | 2018.10.15. | 2018.11.15. | 2018.11.18. |
| ------------------- | ----------- | ----------- | ----------- | ----------- | ----------- | ----------- | ----------- | --------------- | ----------- | ----------- | ----------- | ----------- |
| Bese Barnabás       | 0           | 1           | 0           | 0           | 0           | 0           |             | GP              |             |             |             |             |
| Fiola Attila        | 0           | 0           | 1           | 0           | 0           | 0           | Sárga lap   |                 |             |             |             |             |
| Kádár Tamás         | 0           | 0           | 1           | 0           | 0           | 0           | Sárga lap   |                 |             |             |             |             |
| Kleinheisler László | 1           | 0           | 0           | 0           | 0           | 0           |             | Gól             |             |             |             |             |
| Kovács István       | 0           | 1           | 0           | 0           | 0           | 0           |             | GP              |             |             |             |             |
| Lovrencsics Gergő   | 0           | 0           | 1           | 0           | 0           | 0           | Sárga lap   |                 |             |             |             |             |
| Sallai Roland       | 1           | 0           | 1           | 0           | 0           | 0           |             | Gól · Sárga lap |             |             |             |             |
| Szalai Ádám         | 0           | 0           | 1           | 0           | 0           | 0           | Sárga lap   |                 |             |             |             |             |
| Összesen            | 2           | 2           | 5           | 0           | 0           | 0           |             |                 |             |             |             |             |

Jelmagyarázat:  = szerzett gól;  = szerzett gól büntetőből;  = szerzett öngól; GP = gólpassz; = sárga lapos figyelmeztetés;  = egy mérkőzésen 2 sárga lap utáni azonnali kiállítás;  = piros lapos figyelmeztetés, azonnali kiállítás;X = eltiltás; KM = eltiltás miatt kihagyott mérkőzések száma

## Összes mérkőzés
Az alábbi táblázatban a magyar labdarúgó-válogatott a görög labdarúgó-válogatott elleni összes hivatalos mérkőzését tüntettük fel, időrendi sorrendben. Egy-egy összecsapást az eredmény oszlopban az adott mérkőzésre kattintva részletesebben is megnézhet.
      Győzelem
      Döntetlen
      Vereség
| No.        | Dátum         | Helyszín                        | Nézőszám | Kiírás          | Eredmény                            | Gólszerző(k)                                                                                              |
| ---------- | ------------- | ------------------------------- | -------- | --------------- | ----------------------------------- | --- |
| 1. (210.)  | 1938. 03. 25. | Budapest, MTK-pálya             | 14 000   | vb-selejtező    | Magyarország–Görögország 11–1 (7–0) | Zsengellér 15' 23' (11-esből) 25' 67' 85', Titkos 18' 79', Vincze 30', Nemes 37' 41' 51' ill. Makrisz 90' |
| 2. (510.)  | 1976. 10. 09. | Pireusz, Karaiszkákisz Stadion  | 42 000   | vb-selejtező    | Görögország–Magyarország 1–1 (0–0)  | Kereki 84' ill. Papaioannou 68'                                                                           |
| 3. (521.)  | 1977. 05. 28. | Budapest, Népstadion            | 42 000   | vb-selejtező    | Magyarország–Görögország 3–0 (2–0)  | Pusztai 13', Nyilasi 15', Fazekas 88'                                                                     |
| 4. (534.)  | 1978. 10. 29. | Szaloniki, Kaftanzogliu-stadion | 10 000   | Eb-selejtező    | Görögország–Magyarország 4–1 (0–0)  | Várady 90+1' ill. Galakosz 59' • 67', Ardizoglou 72', Mavrosz 88'                                         |
| 5. (538.)  | 1979. 05. 02. | Budapest, Népstadion            | 15 000   | Eb-selejtező    | Magyarország–Görögország 0–0        | |
| 6. (575.)  | 1983. 05. 15. | Budapest, Népstadion            | 20 000   | Eb-selejtező    | Magyarország–Görögország 2–3 (1–2)  | Nyilasi 24', Hajszán 88' ill. Anasztopoulosz 16', Kosztikosz 33', Papaioannou 51'                         |
| 7. (580.)  | 1983. 12. 03. | Szaloniki, Kaftanzogliu-stadion | 3 000    | Eb-selejtező    | Görögország–Magyarország 2–2 (2–1)  | Kardos 13', Törőcsik 40' ill. Anasztopoulosz 6' • 56'                                                     |
| 8. (609.)  | 1986. 11. 12. | Athén, Olimpiai Stadion         | 25 000   | Eb-selejtező    | Görögország–Magyarország 2–1 (1–0)  | Boda 73' ill. Mitropoulosz 38', Anasztopoulosz 65'                                                        |
| 9. (616.)  | 1987. 10. 14. | Budapest, Népstadion            | 15 000   | Eb-selejtező    | Magyarország–Görögország 3–0 (3–0)  | Détári 4', Bognár 12', Mészáros 15'                                                                       |
| 10. (628.) | 1988. 11. 15. | Pireusz, Karaiszkákisz Stadion  | 500      | barátságos      | Görögország–Magyarország 3–0 (1–0)  | Lagonidisz 4', Tszalouhidisz 52' • 54'                                                                    |
| 11. (637.) | 1989. 10. 25. | Budapest, Népstadion            | 4 000    | barátságos      | Magyarország–Görögország 1–1 (0–0)  | Szekeres 47' ill. Borbokisz 52'                                                                           |
| 12. (671.) | 1992. 11. 11. | Szaloniki, PAOK Stadion         | 55 000   | vb-selejtező    | Görögország–Magyarország 0–0        | |
| 13. (674.) | 1993. 03. 31. | Budapest, Népstadion            | 30 000   | vb-selejtező    | Magyarország–Görögország 0–1 (0–0)  | Aposztolakisz 70' (11-esből)                                                                              |
| 14. (804.) | 2005. 11. 16. | Pireusz, Karaiszkákisz Stadion  | 15 000   | barátságos      | Görögország–Magyarország 2–1 (1–0)  | Kenesei 77' (11-esből) ill. Janakópulosz 31', Kafész 90+1'                                                |
| 15. (819.) | 2007. 06. 02. | Iráklio, Pankritio Stadion      | 19 000   | Eb-selejtező    | Görögország–Magyarország 2–0 (2–0)  | Gekasz 16', Szeitarídisz 29'                                                                              |
| 16. (827.) | 2007. 11. 21. | Budapest, Puskás Ferenc Stadion | 32 300   | Eb-selejtező    | Magyarország–Görögország 1–2 (1–1)  | Buzsáky 7' ill. Vanczák 22', Baszinász 56' (11-esből)                                                     |
| 17. (830.) | 2008. 05. 24. | Budapest, Puskás Ferenc Stadion | 7 000    | barátságos      | Magyarország–Görögország 3–2 (0–1)  | Dzsudzsák 46', Juhász 59', Vadócz 63' ill. Amanatídisz 45', Liberópulosz 90+1'                            |
| 18. (893.) | 2015. 03. 29. | Budapest, Groupama Aréna        | 22 000   | Eb-selejtező    | Magyarország–Görögország 0–0        | |
| 19. (900.) | 2015. 10. 11. | Pireusz, Karaiszkákisz Stadion  | 9 000    | Eb-selejtező    | Görögország–Magyarország 4–3 (1–1)  | Lovrencsics G. 26', Németh 55' 75' ill. Sztafilídisz 5', Tahcídisz 57', Mítroglu 79', Koné 86'            |
| 20. (929.) | 2018. 09. 11. | Budapest, Groupama Aréna        | 0        | Nemzetek Ligája | Magyarország–Görögország 2–1 (2–1)  | Sallai 15', Kleinheisler 42', ill. Manolász 18'                                                           |
| 21. (930.) | 2018. 10. 12. | Athén, Olimpiai stadion         | 8 000    | Nemzetek Ligája | Görögország–Magyarország 1–0 (0–0)  | Mítroglu 65'                                                                                              |